# Neochóri (ort i Grekland, Nordegeiska öarna)
Neochóri (Nechori, Neochori) är en ort i Grekland.   Den ligger i prefekturen Chios och regionen Nordegeiska öarna, i den östra delen av landet, 210 km öster om huvudstaden Aten. Neochóri ligger 88 meter över havet och antalet invånare är 561. Den ligger på ön Chios.
Terrängen runt Neochóri är kuperad åt nordväst, men österut är den platt. Havet är nära Neochóri åt sydost.  Närmaste större samhälle är Chios, 7,0 km norr om Neochóri. 